# Джон-Арык (Чуйская область)
Джон-Арык — село в Жайылском районе Чуйской области Кыргызстана. Входит в состав Сары-Кооского аильного округа. Код СОАТЕ — 41708 209 838 04 0.

## Население
| год     | 2009 | 2014 | 2015 |
| ------- | ---- | ---- | ---- |
| человек | 713  | 799  | 838  |